# Louis Joseph Hyacinthe Ponsard
Louis Joseph Hyacinthe Ponsard est un homme politique français né le 12 décembre 1764 à Hennebont (Bretagne) et mort le 31 octobre 1834 à Pleucadeuc (Morbihan).

## Biographie
Louis Joseph Hyacinthe Ponsard naît le 12 décembre 1764 à Hennebont. Il est le fils de Joseph Olivier Ponsard, marchand, et de son épouse, Marie Jacquette Le Bucher-Neron. 
Homme de loi à Rennes, Louis Joseph Hyacinthe Ponsard est député d'Ille-et-Vilaine au conseil des Cinq-Cents de 1797 à 1799, puis député du Morbihan de 1816 à 1819, siégeant dans l'opposition à la Restauration.
Il meurt le 31 octobre 1834 à Pleucadeuc, au château de Villeneuve. 

## Sources
- « Louis Joseph Hyacinthe Ponsard », dans Adolphe Robert et Gaston Cougny, Dictionnaire des parlementaires français, Edgar Bourloton, 1889-1891 [détail de l’édition]
- Fiche biographique sur le site de l'Assemblée nationale.